# Calotachina tricolor
Calotachina tricolor là một loài ruồi trong họ Tachinidae.